# Romulus et Rémus
«  Romulus » redirige ici. Pour les autres significations, voir Romulus (homonymie).
«  Rémus » redirige ici. Pour les autres significations, voir Rémus (homonymie).
Pour le film, voir Romulus et Rémus (film, 1961).

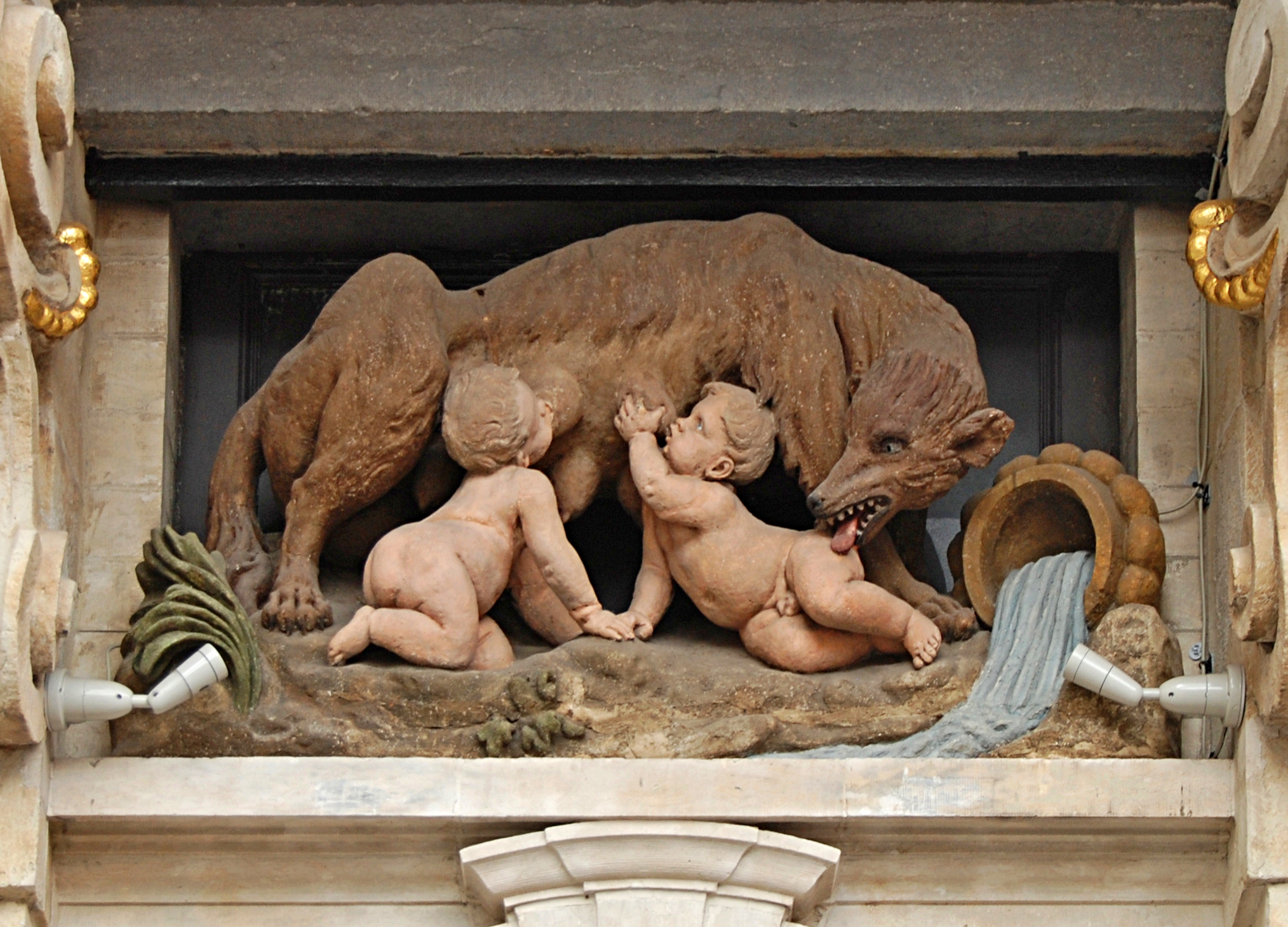
Haut-relief représentant Romulus et Rémus allaités par la louve sur la Maison de la Louve à la Grand-Place de Bruxelles.

L'histoire légendaire des fondateurs de Rome, Romulus et Rémus, fait partie de la mythologie romaine. L'épisode le plus connu de la légende constitue le moment où les jumeaux nouveau-nés sont abandonnés et sont recueillis par une louve qui les allaite. Le meurtre de Remus par son frère et d'autres récits de leur histoire ont inspiré les artistes de tous les temps. Depuis l’Antiquité, l'image des jumeaux allaités par une louve est un symbole de la ville de Rome et de son peuple. Bien que l'histoire se déroule avant la fondation de Rome vers 750 av. J.-C., le plus ancien récit écrit du mythe date de la fin du IIIe siècle avant notre ère, à une époque où Rome, devenue puissante, commence à dominer la Méditerranée.

## Récit traditionnel

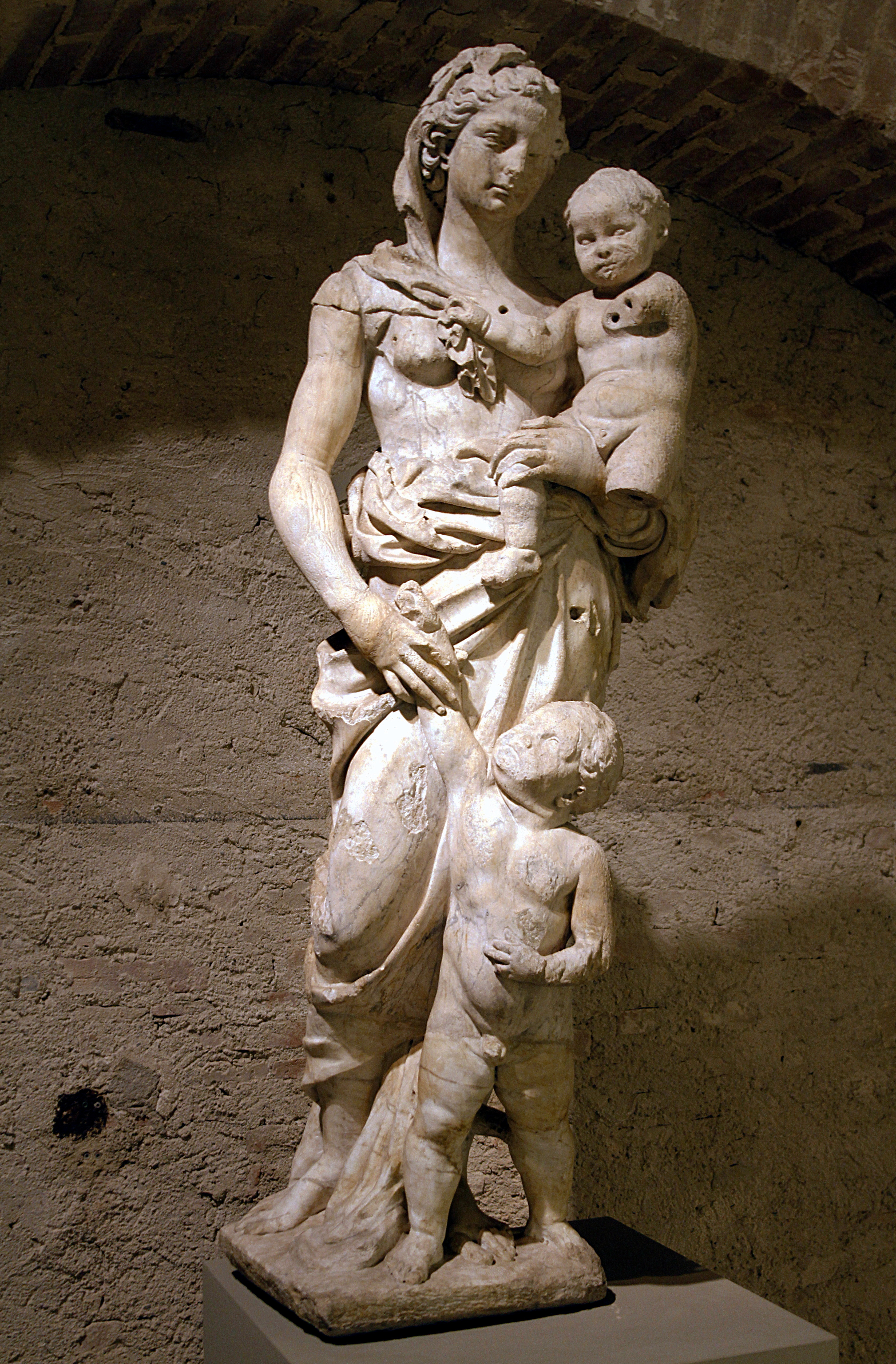
La vestale Rhéa Silvia, Jacopo della Quercia.

### Statut du récit
Les historiens romains, à commencer par Tite-Live, mettent l'accent sur le caractère poétique et légendaire de ce récit fondateur : 

« Quant aux récits relatifs à la fondation de Rome ou antérieurs à sa fondation, je ne cherche ni à les donner pour vrais ni à les démentir : leur agrément doit plus à l'imagination des poètes qu'au sérieux de l'information. On accepte que les Anciens mêlent les dieux aux affaires humaines pour donner plus de majesté à leur ville […] Toutefois quelle que soit l'attention ou la valeur qu'on accorde à ces récits et à d'autres semblables, je ne leur accorderai pas beaucoup d'importance. J'aimerais au contraire que l'intérêt se concentre sur le climat social et moral, sur les individus, sur les moyens civils et militaires qui ont permis et développé la puissance romaine. »

— Tite-Live, Histoire romaine, Préface du Livre I.

### La louve

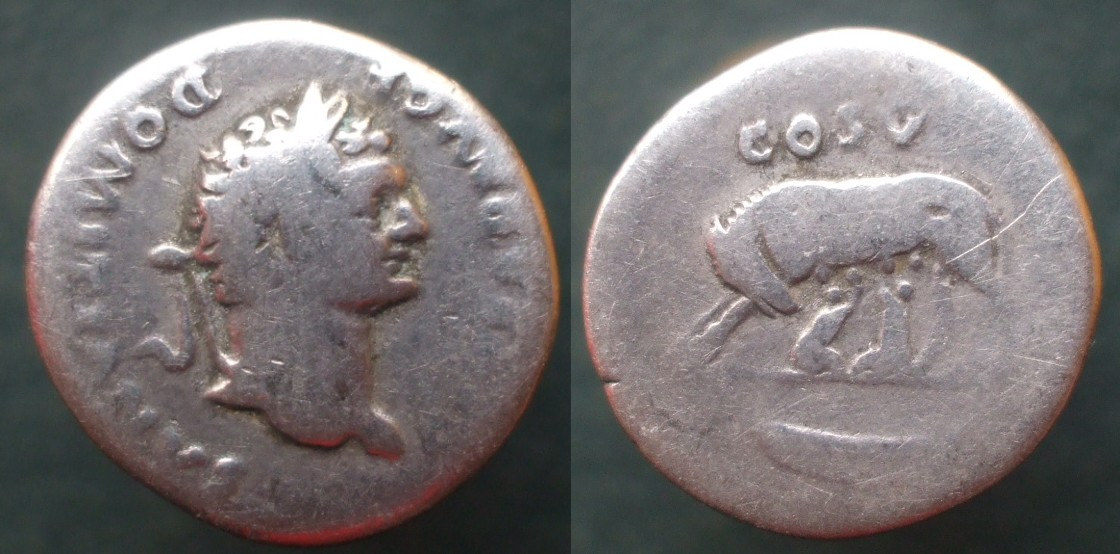
Denier de Domitien figurant au revers Romulus et Rémus avec la Louve. Au premier plan, l'embarcation échouée au bord du Tibre (77 ou 78 ap. J.-C.).

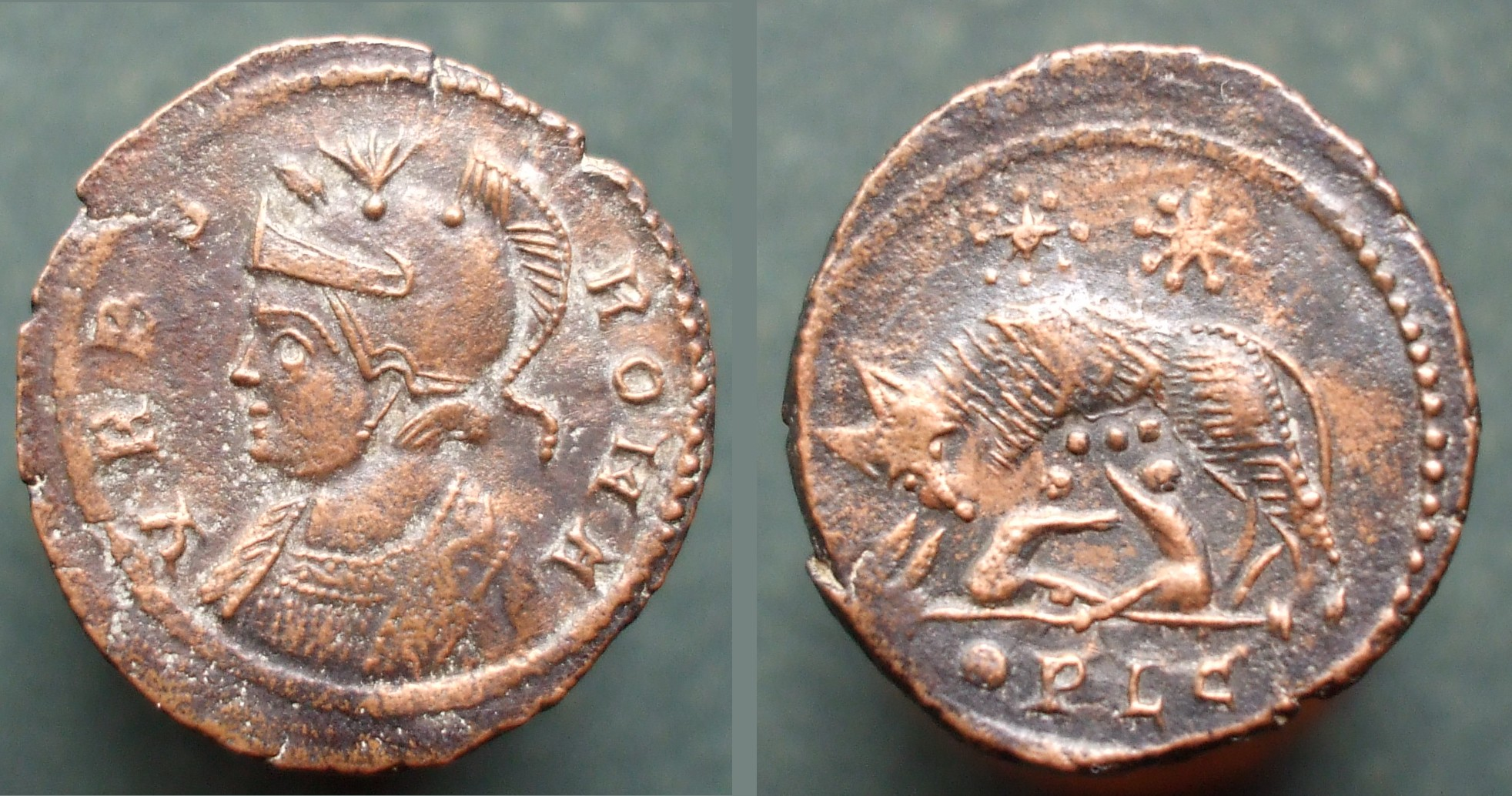
Centenionalis émis sous Constantin entre 330 et 336 après J.-C., avec la déesse Rome à l'avers et la louve et les jumeaux au revers. (frappe de l'atelier de Lugdunum / Lyon).

Romulus et son frère jumeau Rémus sont les fils de la vestale Rhéa Silvia et du dieu Mars. Une variante de cette légende, rapportée par Plutarque, fait néanmoins des deux jumeaux les fils de Vulcain, lequel se serait manifesté sous la forme d'un phallus - image d'un Feu divin - auquel la servante de la fille du roi se serait unie. Cette version pourrait être l'originelle, antérieure à l'essor du culte de Mars à Rome et supplantée plus tard par la variante faisant la part belle au dieu de la Guerre.
Rhéa Silvia, elle, est la fille de Numitor, roi de la légendaire ville latine d'Albe-la-Longue (fondée par Ascagne, fils d'Énée) et dépossédé du trône par son frère Amulius. Celui-ci, craignant que ses petits-neveux ne réclament leur dû à l'âge adulte, prend prétexte qu'ils sont les fils d'une vestale, qui avait fait vœu de chasteté, et ordonne qu'on les jette dans le Tibre.
Mais l'ordre est mal exécuté, les nouveau-nés sont abandonnés dans un panier sur le fleuve, survivent (par la probable protection des dieux), et sont découverts sous un figuier sauvage (le Ficus Ruminalis) situé devant l'entrée de la grotte du Lupercal, au pied du Palatin, par une louve qui les allaite,. Un pivert, l'oiseau de Mars,, veille sur eux.
Tite-Live et Plutarque rapportent une autre explication de la légende : les jumeaux auraient été découverts dans la grotte du Lupercal par le berger Faustulus, gardien des troupeaux d'Amulius. Celui-ci les aurait confiés aux bons soins de sa femme Acca Larentia, une prostituée — que les bergers appelaient lupa,. De plus, le nom de Faustulus rappelle celui du dieu Faunus, divinité silvestre vénérée par les premiers habitants du Latium. Ce serait donc par un jeu symbolique que d'autres auteurs latins auraient créé le mythe de la louve biologique mère de Rémus et Romulus, tirant parti de la puissance redoutable de l'animal au profit de leur cité, puissance crainte par les bergers de la civilisation étrusque pastorale qui éprouvent une peur religieuse de ce prédateur, puissance admirée par les soldats de la civilisation romaine conquérante qui envient sa force et son adresse.
Selon une autre version rapportée par Plutarque dans La Vie de Romulus les jumeaux seraient les enfants d'une esclave et du dieu Mars. Une curieuse histoire du sexe viril du dieu Mars descendu par la cheminée et flottant dans la pièce est avancée, l'esclave remplaçant la princesse Rhéa Silvia qui refusait d'assouvir le désir du Dieu. En fait ils seraient d'Amulius, alors roi d'Albe-la-Longue, puis confiés au berger Faustulus.
Plus tard, les jumeaux, à qui est révélé le secret de leur naissance, tueront Amulius (égorgé par Rémus selon certains, transpercé par l'épée de Romulus selon d'autres) et restaureront leur grand-père Numitor sur le trône d'Albe.
Une explication rationaliste de cette légende rappelle que le mot latin lupa possède deux sens, « louve » et « prostituée », allusion au métier de prostituée qu'exerçait Acca Larentia, l'épouse de Faustulus.

#### Variante hellénistique
Selon Tite-Live, Romulus et Rémus ont vécu une enfance et une adolescence totalement campagnardes, en compagnie de Faustulus. « Cette vie active les développe physiquement et moralement ». Plutarque donne quant à lui une version très différente de cette période de la vie des deux frères. Dans son récit, loin d'être abandonnés de tous, Romulus et Rémus sont discrètement aidés par leur grand-père Numitor, qui fournit de la nourriture aux parents adoptifs. Par la suite, ils sont conduits à Gabies, où on leur donne une éducation correspondant à leur statut social réel.

### Fondation de la ville de Rome

#### Les vautours
Rémus et Romulus décident de fonder une ville et choisissent pour emplacement « l'endroit où ils avaient été abandonnés et où ils avaient passé leur enfance ». Selon Tite-Live, c'est le droit de nommer la ville et donc celui de la gouverner qui serait à l'origine du conflit fratricide. L'Urbs (la Ville) est fondée le 21 avril 753 av. J.-C. (début du calendrier romain).
Pour se départager, les jumeaux consultent les auspices ; Romulus se place sur le mont Palatin, Rémus sur l'Aventin. L'interprétation du présage est problématique : Rémus le premier aperçoit six vautours, mais Romulus finit par en observer douze.

#### La mort de Rémus
L'historien latin Tite-Live rapporte deux versions de la mort de Rémus. Selon la première, Rémus tombe pendant la bagarre qui suit le décompte des auspices ; selon l'autre, Romulus, plus rusé, tente de tromper son frère sur l'issue d'un défi, celui de savoir qui des deux sera le premier capable d'apercevoir des vautours dans la vallée Murcia (celle du futur cirque Maximus). Une dispute éclate et Rémus franchit par dérision le sillon sacré (pomœrium) que vient de tracer Romulus, qui le tue sous le coup de la colère — selon une autre version, le meurtrier serait un sicaire étrusque, Celer. Romulus se serait alors écrié : « Sic deinde, quicumque alius transiliet mœnia mea. » (« Il en sera de même pour tous ceux qui oseront franchir mes remparts »). On raconte que finalement, pris de remords, Romulus enterre son frère sous la colline de l'Aventin avec tous les honneurs.

#### La construction de la ville
Romulus entreprend la construction de sa ville, qu'il nomme Roma (Rome), d'après son propre nom, dit la légende. Selon d'autres hypothèses, le nom de la cité nouvelle viendrait de l'étrusque « rumon » (fleuve) faisant référence au fleuve Tibre ou de l'osque « ruma » (colline) faisant référence aux sept collines.
Très vite, la nouvelle cité attire vagabonds et esclaves, qui y trouvent refuge. Selon Plutarque, chacun d'eux apporte de son pays d'origine une poignée de terre pour la jeter dans la fosse de tradition étrusque, appelée Mundus et creusée à l'emplacement du Comitium situé au centre du périmètre des remparts.

#### L'enlèvement des Sabines

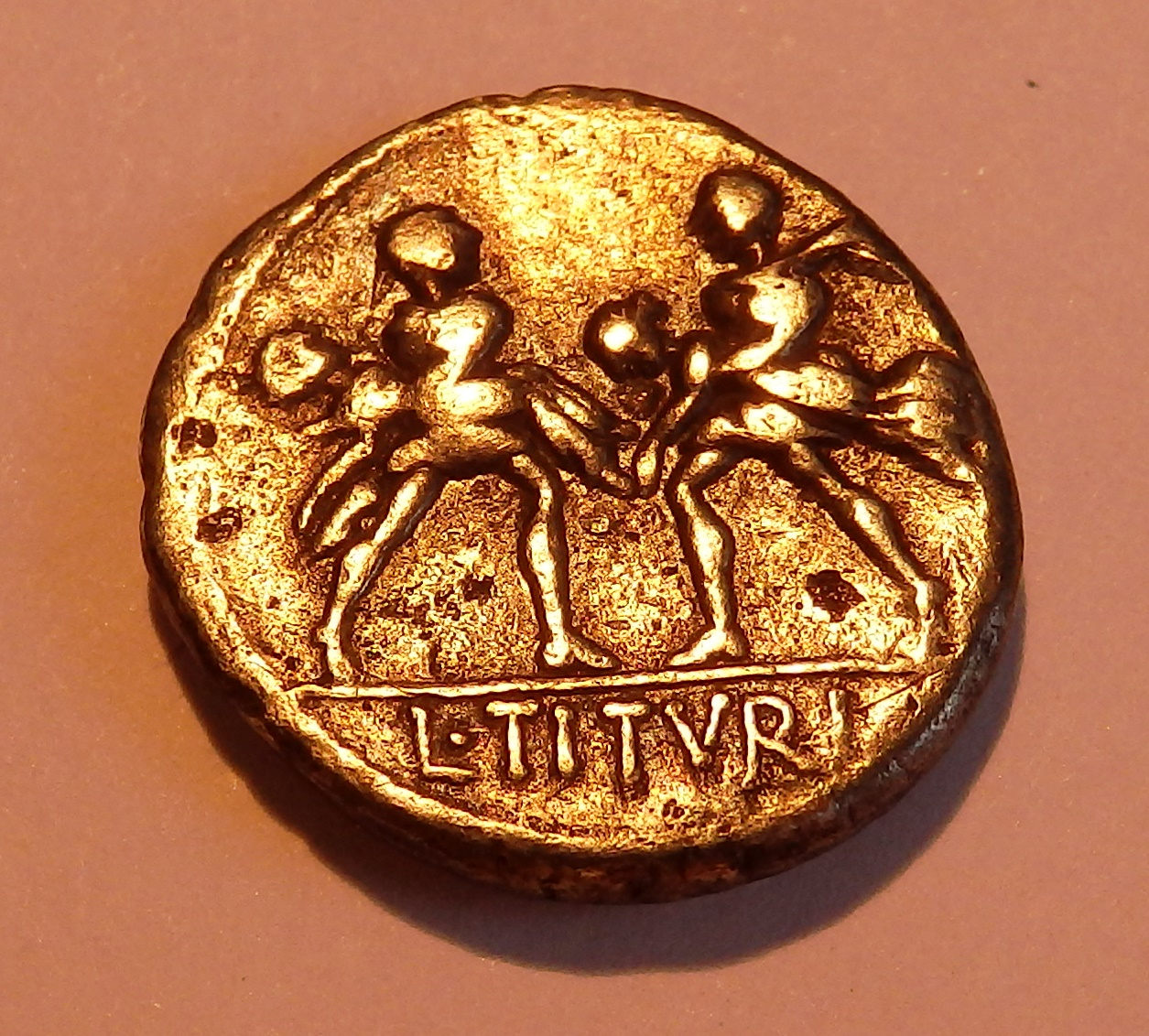
L'enlèvement des Sabines sur un denier romain de l'année 89 avant notre ère, Albert 1198

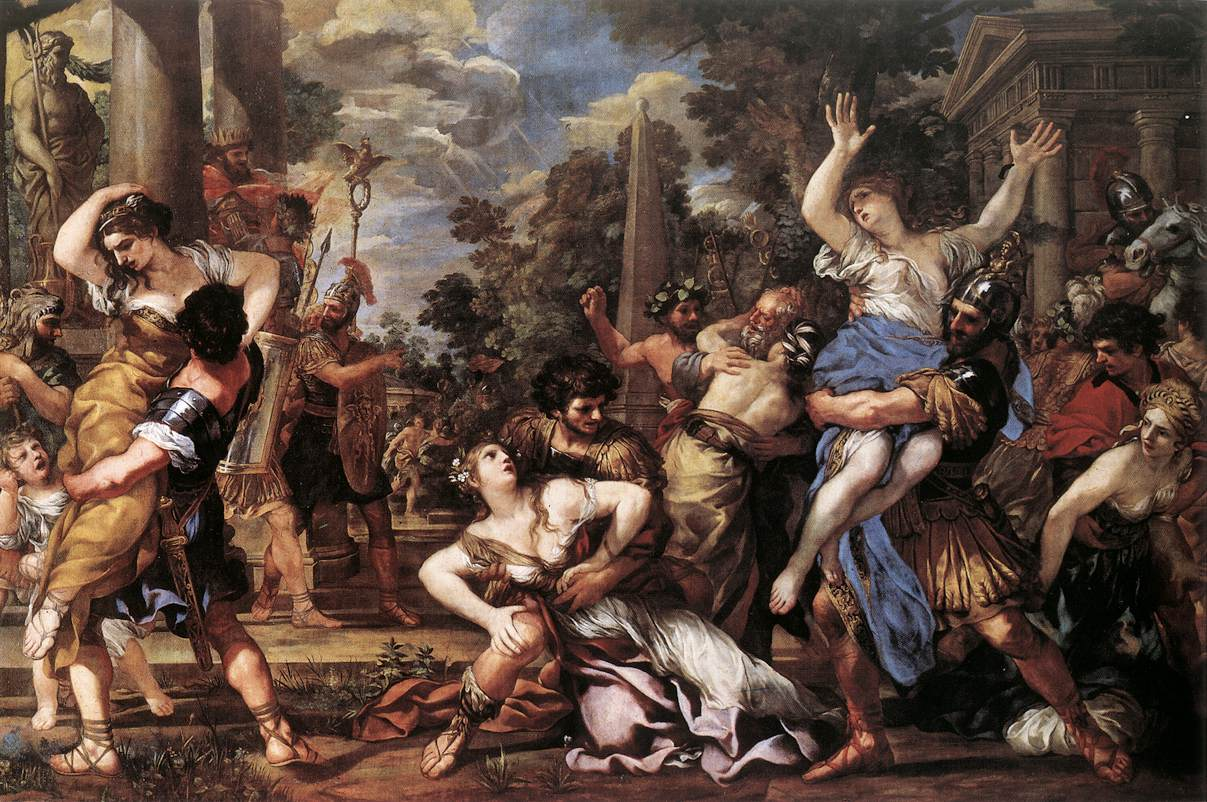
L'Enlèvement des Sabines, par Pietro da Cortona (1629).

Mais la nouvelle cité, lieu de refuge des hommes désormais libres souhaitant changer d'existence, manque singulièrement de femmes. Une pénurie qui condamne le projet à brève échéance. Comme les tentatives de mariage dans les « villes » avoisinantes trouvent toutes de méprisantes fins de non-recevoir, Romulus décide de voler des femmes. Prétextant la découverte fortuite d'un autel consacré à une divinité, il instaure la fête de « Consualia » en l'honneur de Neptune le 18 août, et y convie les Sabins et les peuples de plusieurs « villes » alentour : Cænina, Crustumerium, Antemnæ. Tandis que l'attention des hommes est détournée, les femmes sont enlevées par surprise.
Plutarque s'interroge longuement sur le nombre exact d'enlèvements : 30 vierges, qui donnèrent leurs noms aux 30 curies romaines selon certains, 527 selon Antias, 683 selon Juba. Plus loin, il avance le nombre de près de 800. Le biographe rejette comme invraisemblable l'assertion selon laquelle leur nombre se serait limité à 30 et l'intention profonde de Romulus aurait été « moins des mariages que la guerre ». Il précise encore qu'aucune des filles enlevées n'était mariée, sauf Hersilie, capturée par erreur.
Le hasard des enlèvements induit un mélange entre classes sociales. Certaines des victimes, de haut rang, « épousent » des Romains de basse condition, mais « les plus belles filles étaient réservées aux notables ». Ainsi, Thalasius, à qui échoit une fille de très grande beauté et qui sera félicité pour sa chance par un cortège spontané et admiratif tandis qu'on emmène la jeune fille chez lui. Ce serait l'origine de l'expression prononcée durant les mariages solennels, dans lesquels on mime l'enlèvement de la mariée. Une autre explication serait que « Thalasius » fut le signal de déclenchement des enlèvements.

#### La réaction des voisins outragés
Furieux, les peuples outragés forment une coalition dirigée contre Rome et menée par le roi de Cures Titus Tatius. Romulus commence par écraser les soldats de Cænina, tue leur chef Acron et prend leur ville d'assaut. Attaqué par surprise par les Antemnates, il les écrase également et prend leur ville. Mais à la demande de sa femme, d'origine sabine, Hersilie, Romulus les épargne, accorde son pardon et le droit de cité à Antemnæ.
Grâce à la trahison de la jeune Tarpéia, les Sabins parviennent à s'introduire dans la ville et à s'emparer de la citadelle du Capitole. D'abord bousculé, Romulus, après une invocation à Jupiter, parvient à relancer ses troupes à l'assaut. Le combat est très indécis. À tel point que ce sont les épouses sabines des Romains qui s'interposent entre les deux camps, mettant un terme aux combats.

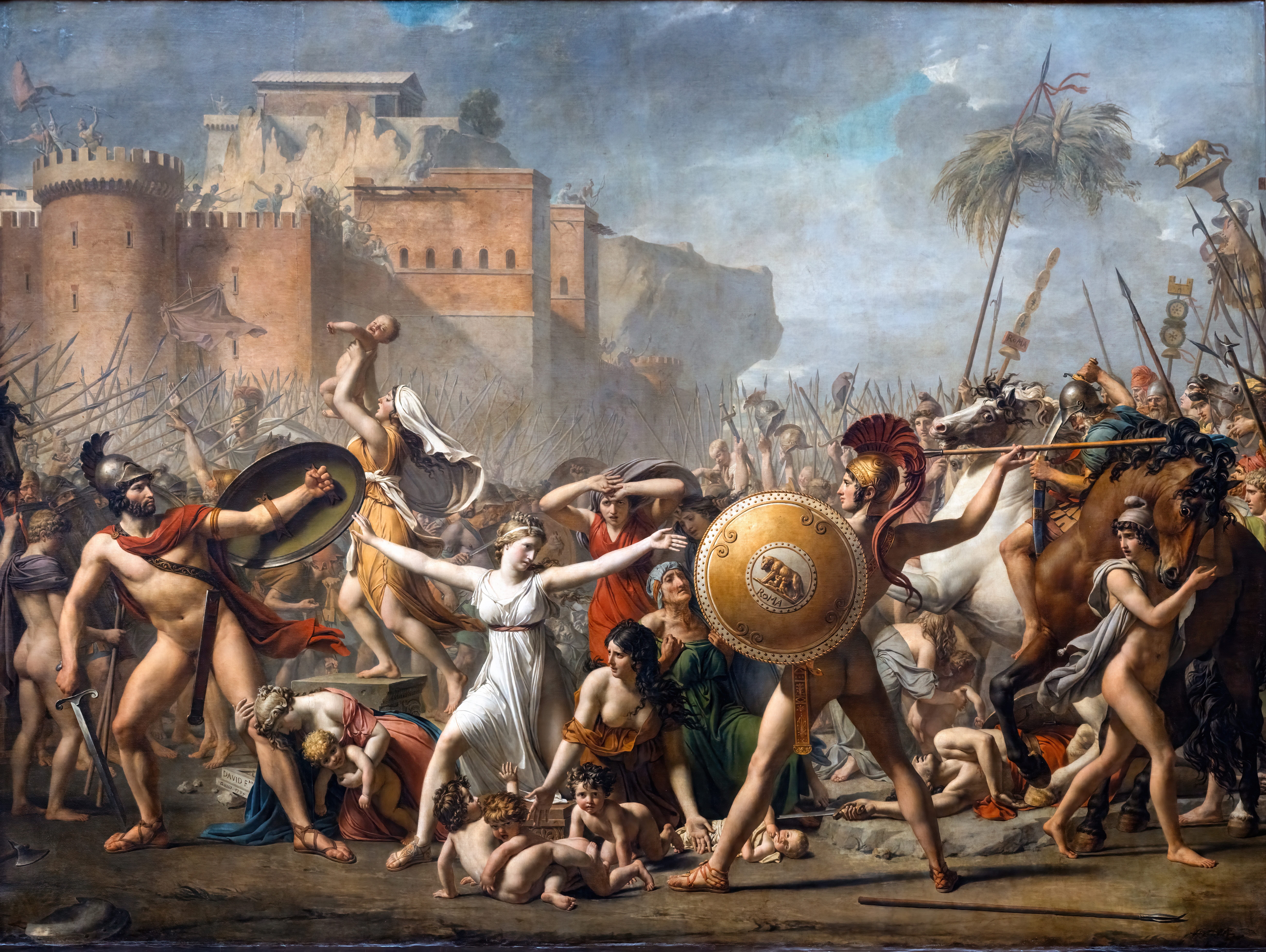
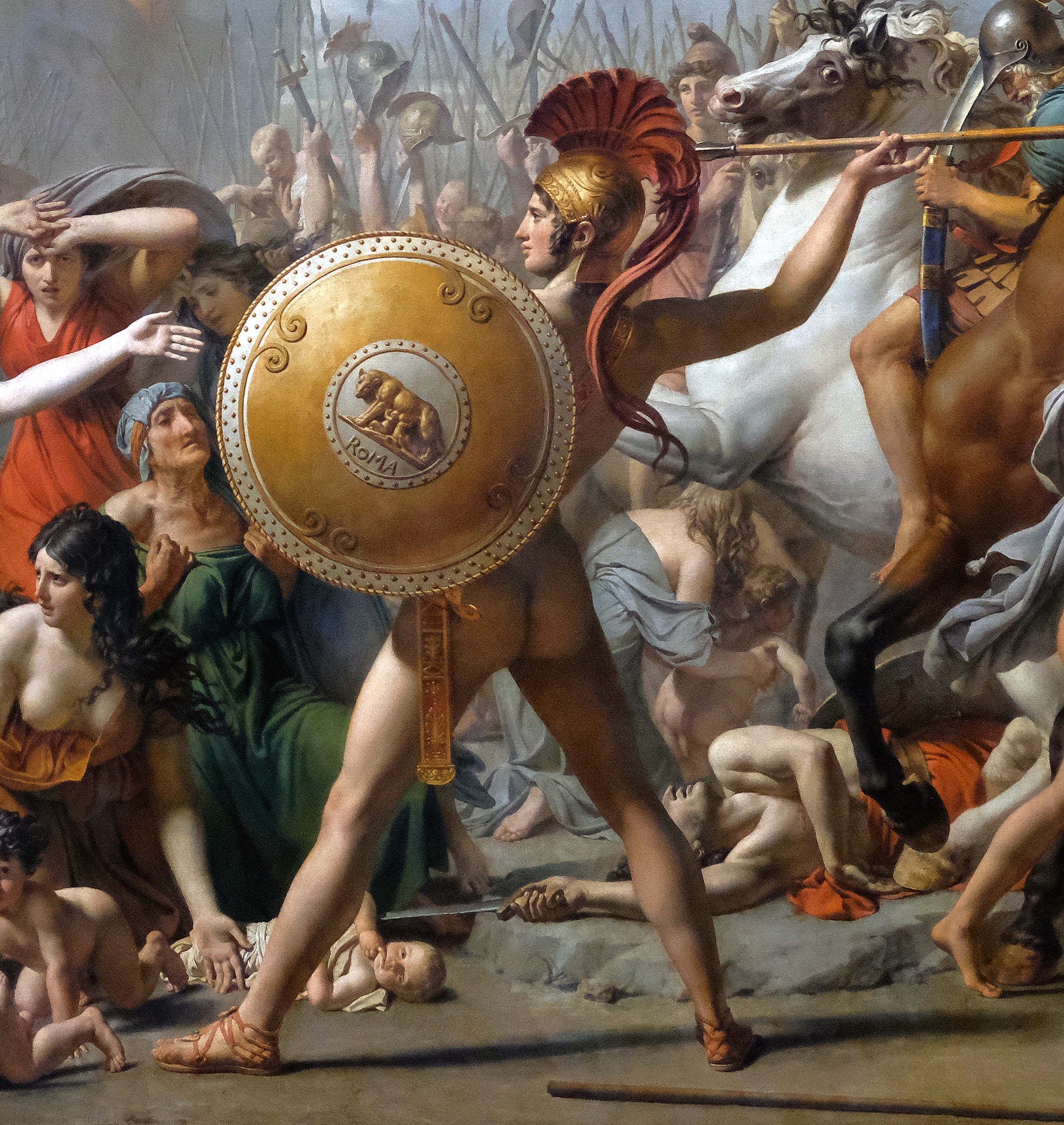
Romulus

Romains et Sabins fusionnent, le gouvernement est concentré à Rome qui double sa taille et les Romains prennent le nom de Quirites (de Cures) en l'honneur des Sabins. Romulus répartit alors la population romaine en trente curies et donne à celles-ci le nom de femmes sabines.

#### Double monarchie et organisation de la société
Rome est située à la limite de deux grandes cultures — étrusque et italique — mais se veut libre. Elle est aussi située au carrefour des voies commerciales entre la Toscane et la Campanie ; de ce fait ses habitants devaient être prêts à s'imposer par la force et la violence. Regroupant, des hommes libres de diverses origines, il était aussi nécessaire de créer petit à petit un système de règles juridiques et de normes de comportement, permettant de gérer la vie dans cette nouvelle communauté.
On forme ainsi trois centuries de chevaliers : les Ramnes (qui tirent leur nom de Romulus), les Titienses (de Titus Tatius) et les Luceres (d'un soldat de Romulus qui mourut au combat contre les Sabins).
Les deux rois, Romulus le Romain et Titus Tatius le Sabin, règnent ensemble « en parfait accord » pendant plusieurs années. Tite-Live rapporte toutefois, non sans une certaine ironie, qu'après la mort accidentelle de Titus au cours d'une émeute à Lavinium, « Romulus regretta moins qu'il aurait dû ce malheur ». L'alliance avec Lavinium est renouvelée.

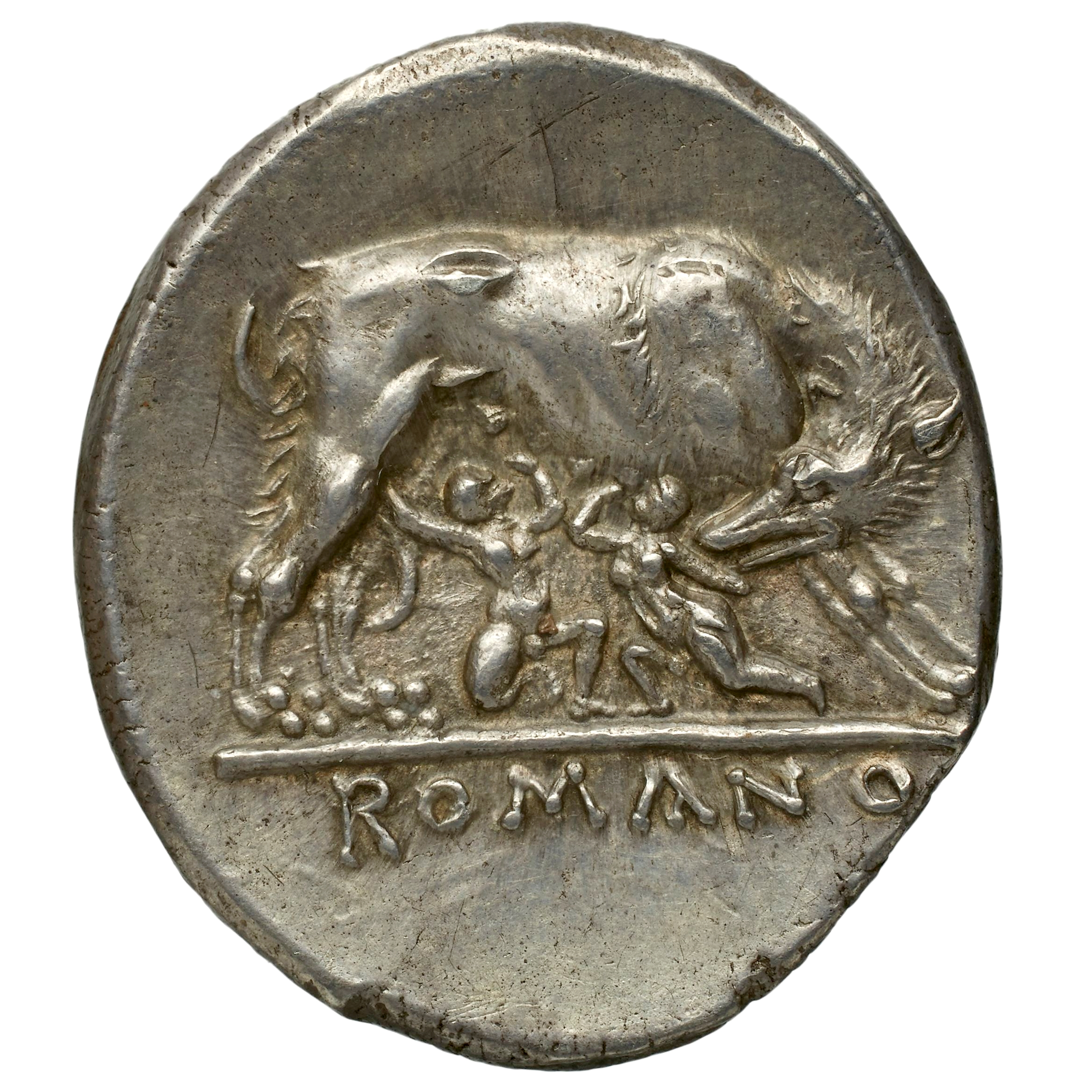
Didrachme émise vers -260, elle pourrait représenter la statue financée par Quintus Ogulnius Gallus vers -290.

À la tête d'une troupe de 300 soldats (les mêmes que ceux mentionnés plus haut) tout dévoués à sa personne, les celeres, Romulus passe le reste de sa vie à guerroyer contre ses proches voisins étrusques : Fidènes, et surtout Véies, une cité à laquelle il finit par accorder, contre cession de territoires, une trêve de cent ans. Le partage des terres après la victoire contre Véies, décidé uniquement par Romulus lui est fatal.
Il laisse un État suffisamment fort et impressionnant militairement pour vivre en paix pendant quarante ans sous le règne de son successeur, Numa Pompilius, gendre du roi Titus Tatius.
Un certain Quintus Ogulnius Gallus et son frère Gnaeus, de la gens Ogulnia, tribuns de la plèbe vers 300 avant J.C. promulguent les Lex Ogulnia et collectent les amendes infligées aux usuriers. Le montant obtenu permet de financer de nombreux embellissements dans Rome, notamment l'édification, près du figuier sacré du Ruminal, d'une statue de la louve allaitant Romulus et Remus.

### Quirinus
Selon la légende, Romulus n'est pas mort, mais a simplement disparu un jour dans une violente tempête et a été emmené au ciel alors qu'il inspectait ses troupes près du marais de la Chèvre. Il serait devenu le dieu des vaillants Romains et de leur ville. Il est plus tard assimilé à Quirinus. Tite-Live encore, après avoir rappelé que « Romulus comptait plus de partisans dans le peuple que parmi les patriciens », rapporte une rumeur d'après laquelle Romulus aurait été tout simplement massacré par les patriciens, et suppose que son apothéose sous le nom de Quirinus fut un stratagème politique destiné à apaiser le bon peuple.
Dans un contexte qui préfigure les conflits entre la plèbe et le patriciat, le récit de l'apparition divine de Romulus à Proculus Julius (en), semble, malgré son invraisemblance, avoir calmé les esprits :

« Romains, dit-il, Romulus, père de notre ville, est descendu soudain du ciel, ce matin, au point du jour, et s'est offert à mes yeux ; et, comme je me tenais devant lui, plein de crainte et de respect, et lui demandais instamment la faveur de le regarder en face : « Va, m'a-t-il dit, et annonce aux Romains que la volonté du ciel est de faire de ma Rome la capitale du monde. Qu'ils pratiquent donc l'art militaire. Qu'ils sachent et qu'ils apprennent à leurs enfants que nulle puissance humaine ne peut résister aux armes romaines. » À ces mots, dit-il, il s'éleva dans les airs et s'en alla. »

— Tite-Live, Histoire romaine, Livre I, 16.
« Ce qui est extraordinaire, conclut Tite-Live, c'est qu'on ait cru à cette histoire et que la croyance à l'immortalité de Romulus ait consolé le peuple et l'armée. »

## Étymologie
Les noms de Romulus et Rémus ont été rapprochés de celui du nom indo-européen du « jumeau » *ymmó-,. Plus exactement, le nom de
Remus, est issu du croisement de *yemus « jumeau » (= indo-iranien *yamá-) avec Rōm(ul)us.

## Romulus et l'héritage indo-européen à Rome

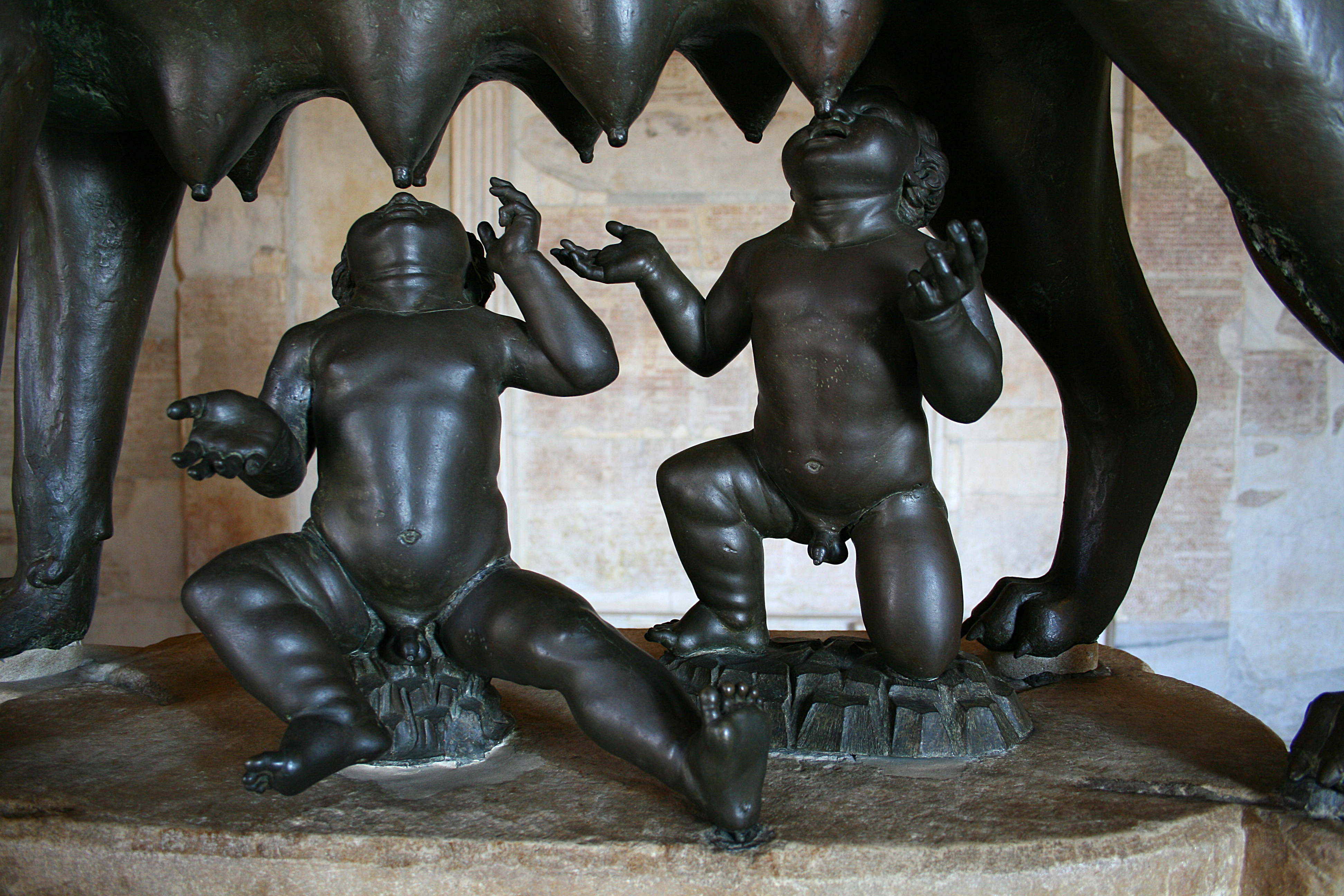
Romulus et Rémus - Bronze Lupa Capitolina du Palazzo dei Conservatori à Rome.

La légende de la naissance des jumeaux n'est pas à proprement originale et avait cours dans le Latium où l'on trouve des histoires similaires. Elle prolonge une donnée indo-européenne. Selon Dominique Briquel, Romulus serait passé de fils du Feu divin à celui du dieu Mars. L’introduction du dieu de la guerre à l’époque classique s'expliquerait par la volonté de Rome de mettre en avant la force militaire.
Le scénario de la fondation de Rome par des jumeaux masculins expulsés en compagnie de leur mère, remonte, selon Jean Haudry, pour partie à la période la plus reculée de la tradition indo-européenne. Cette pratique est bien connue chez les peuples primitifs, qui considèrent que l'un des deux jumeaux est d'origine non-humaine et donc dangereux. La louve nourricière et protectrice des Jumeaux romains est un trait également ancien. L'expulsion des jumeaux et de leur mère, qui aboutit à la fondation d'une nouvelle communauté, a des parallèles dans le monde germanique,,.
Georges Dumézil a montré que la fondation de l'Urbs par Romulus et l'épisode de l'enlèvement des Sabines correspondaient à une « guerre de fondation » présente également dans la mythologie germanique avec le conflit entre les Ases et les Vanes, conflit qui se résout par l'intégration des fonctions de fertilité et de fécondité dans le panthéon divin. À Rome, Romulus concentre sur sa personne les deux premières des trois fonctions indo-européennes
- La première fonction est la souveraineté, notamment par ses rapports étroits avec Jupiter qui lui accorde ses auspices. Il incarne plus spécifiquement la tendance « magique », voire « terrible » de cette première fonction ; l'autre tendance, davantage « juridique » de la souveraineté, revenant à son successeur, le roi Numa Pompilius, fondateur de nombreux cultes dont celui de Fides, la divinité garante des serments.

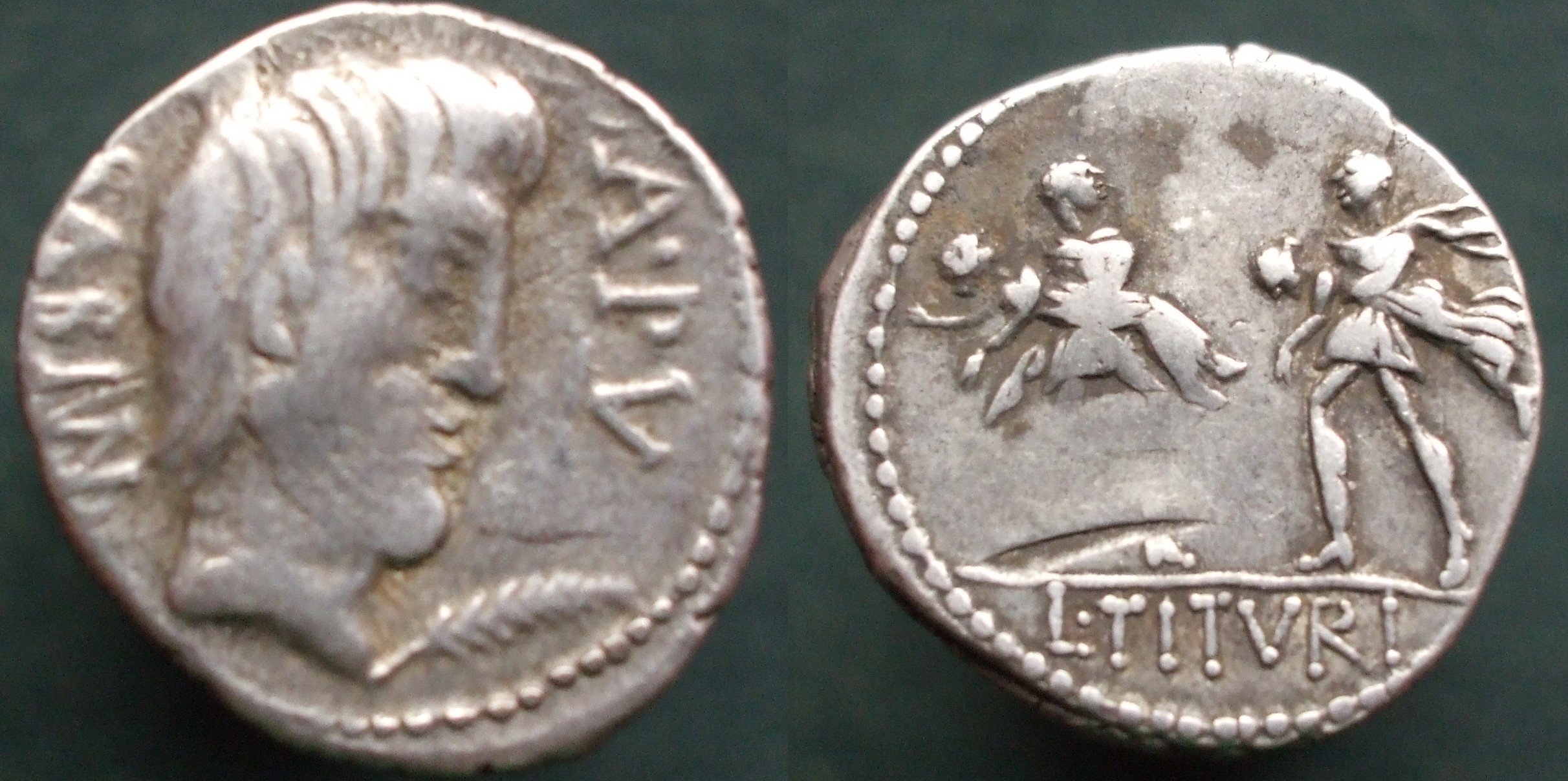
Denier de la gens Tituria 89 av. J.-C. ; au revers, l'enlèvement des Sabines.

- La deuxième fonction est liée à la force, à l'armée, puisque ce roi guerrier et conquérant est fils de Mars.
- Enfin la troisième fonction d'abondance, de prospérité, est apportée par l'association avec le roi des Sabins Titus Tatius, dont le peuple incarnerait l'opulence[37].

D'une manière générale, la légende retient les traits essentiels de l'ancien mythe de l'expulsion des jumeaux : la procréation surnaturelle, qui ne vaut initialement que pour l'un des deux, et que reflète indirectement la différence entre leurs destinées respectives ; la sacralité de leur mère vestale ; leur expulsion ; leur enfance agreste dans la nature sauvage ; leur retour triomphal dans leur communauté d'origine. S'y ajoutent plusieurs traits caractéristiques de la « société héroïque » : le conflit avec un représentant de la société lignagère dont ils sont issus, leur oncle Amulius ; la constitution d'une bande hétérogène qu'ils ont recrutée ; pour finir le caractère exclusivement masculin de la bande fondatrice, et du recrutement ultérieur, qui motive l'enlèvement des Sabines.
Jean Haudry discerne dans le meurtre de Rémus un conflit entre deux conceptions de la royauté : la royauté unique des sociétés lignagères et la royauté dioscurique telle que la connaît Sparte.
Dominique Briquel rapproche également la mort de Romulus à celle du roi/dieu Freyr/Frotho en Scandinavie et du roi Ara le Beau en Arménie.

## Découvertes potentielles de la grotte du Lupercal et du tombeau de Romulus
Le 20 novembre 2007, le ministre italien de la Culture, Francesco Rutelli, annonce la découverte de la grotte où les Romains auraient célébré la fête des Lupercales et où, selon la légende, auraient vécu Romulus et Rémus. Selon Andrea Carandini, il s'agirait de l'une des plus grandes découvertes archéologiques jamais faites. L'identification de la grotte au Lupercal n'a pas toutefois fait l'unanimité, des archéologues comme Fausto Zevi considérant qu'il s'agit plutôt d'un nymphée dépendant du palais impérial.
En 2020, des fouilles sont menées sur le comitium du Forum Romain de Rome afin d'y retrouver un hérôon (un édifice dédié à un héros ou une divinité) dont Giacomo Boni soupçonnait l'existence depuis le XIXe siècle. En février 2020, ces fouilles mettent au jour « un sarcophage de tuf » (connu de Giacomo Boni) d'environ 1,40 mètre de long, associé à un élément circulaire, probablement un autel. Or, l'emplacement du sarcophage et de l'autel correspond à celui décrit par l'auteur antique Varron comme le lieu où Romulus aurait été tué ; et sur une base plus scientifique, c'est aussi le lieu que l'équipe archéologique d'Andrea Carandini pensait être le sillon sacré tracé par Romulus. Ce qui fait avancer aux archéologues du Parc archéologique du Colisée et de l'université La Sapienza de Rome que le sarcophage pourrait être le tombeau de Romulus. À noter que la présence d'un monument dédié à un héros durant l'Antiquité romaine n'est pas forcément une preuve de l'existence historique de Romulus, puisque celui-ci sert surtout à marquer le début du calendrier romain et de la naissance politique de la ville. Que ce soit le tombeau de Romulus ou non, la découverte est en tous cas jugée « exceptionnelle » par les archéologues et doit susciter, selon l'archéologue Paolo Carafa, un inévitable débat scientifique.

## Représentations artistiques

Quelques représentations artistiques
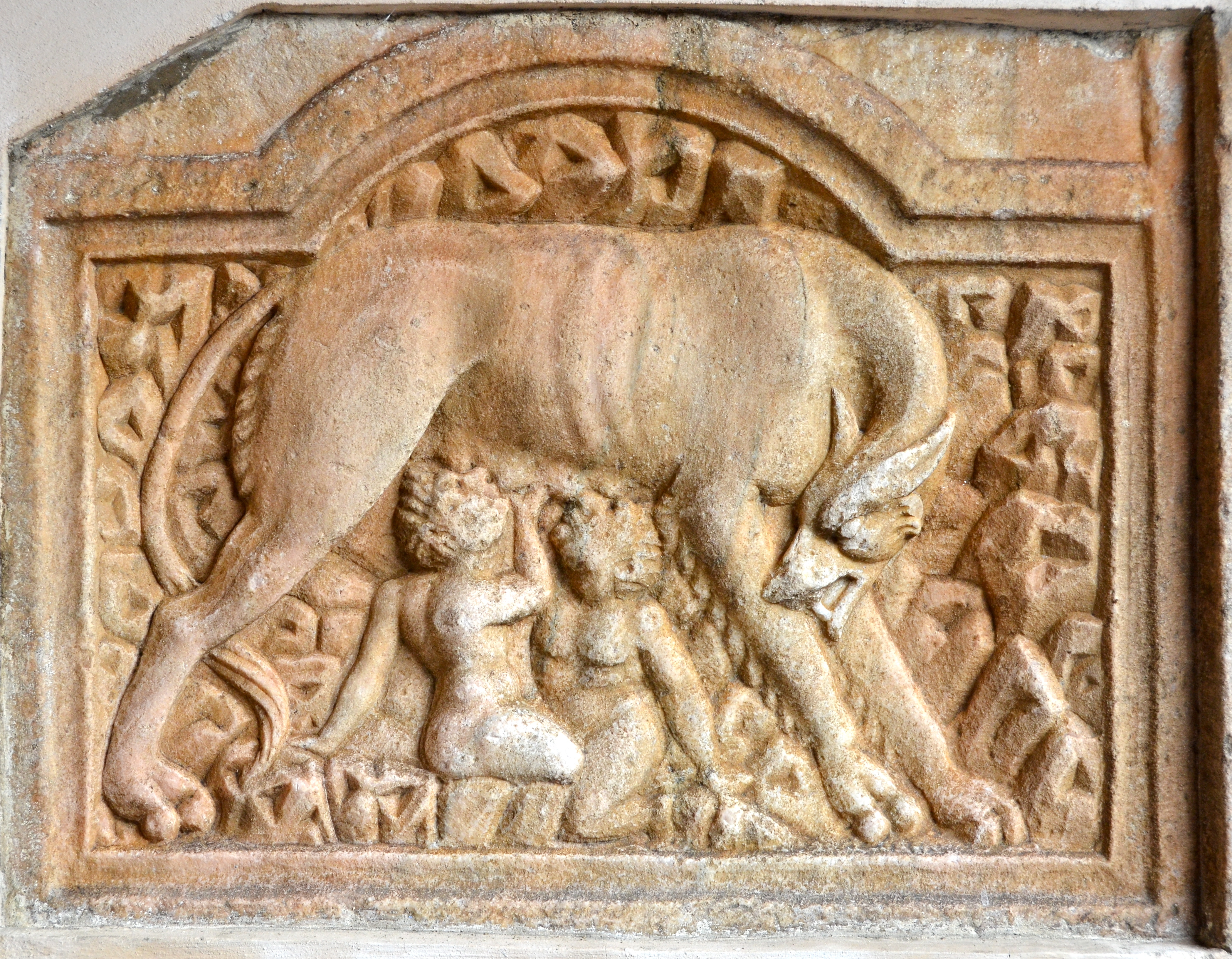
Relief romain de la cathédrale de Maria Saal montrant Romulus et Remus avec la louve
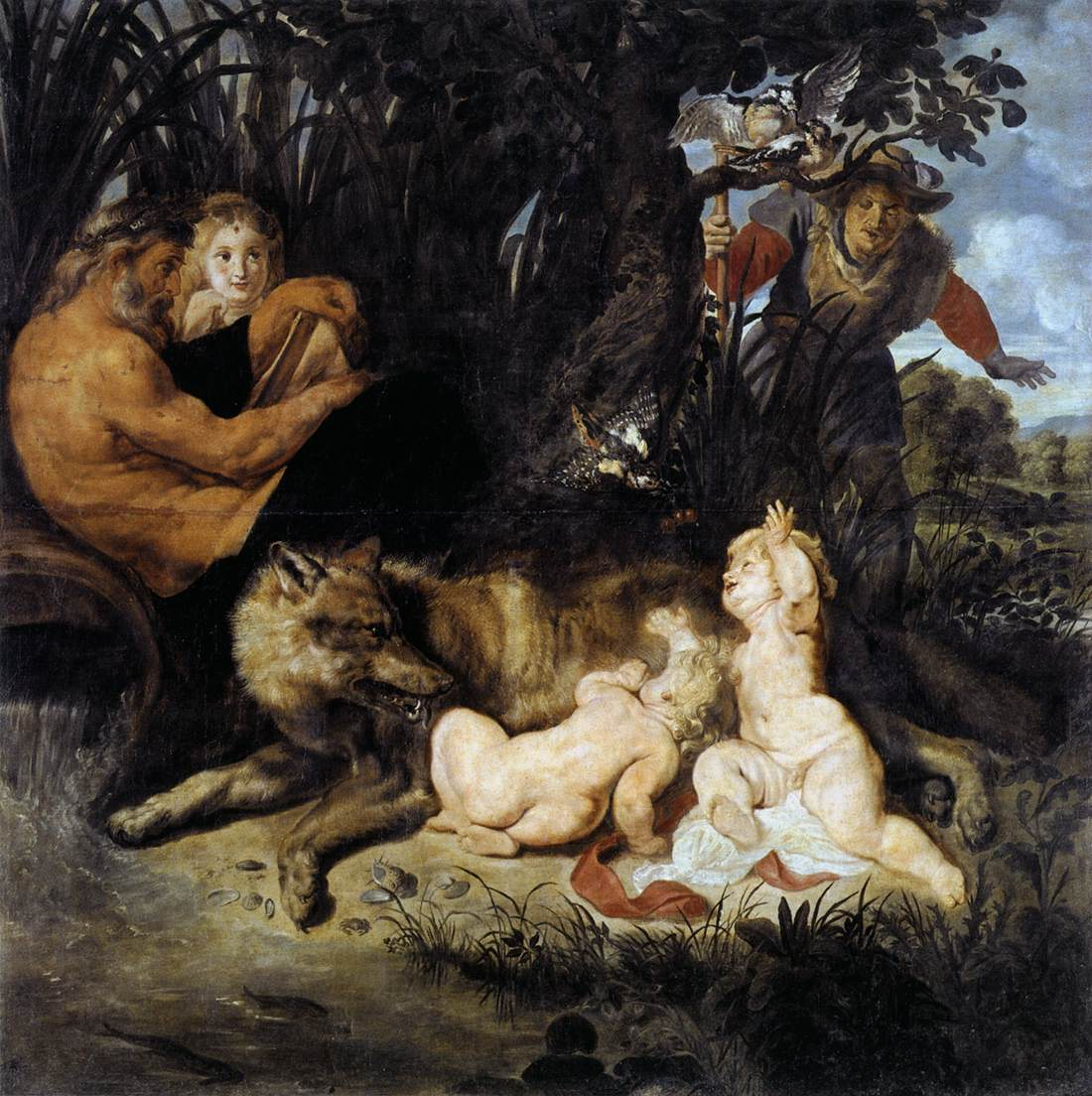
Romulus et Rémus de Rubens. (1614-1616)
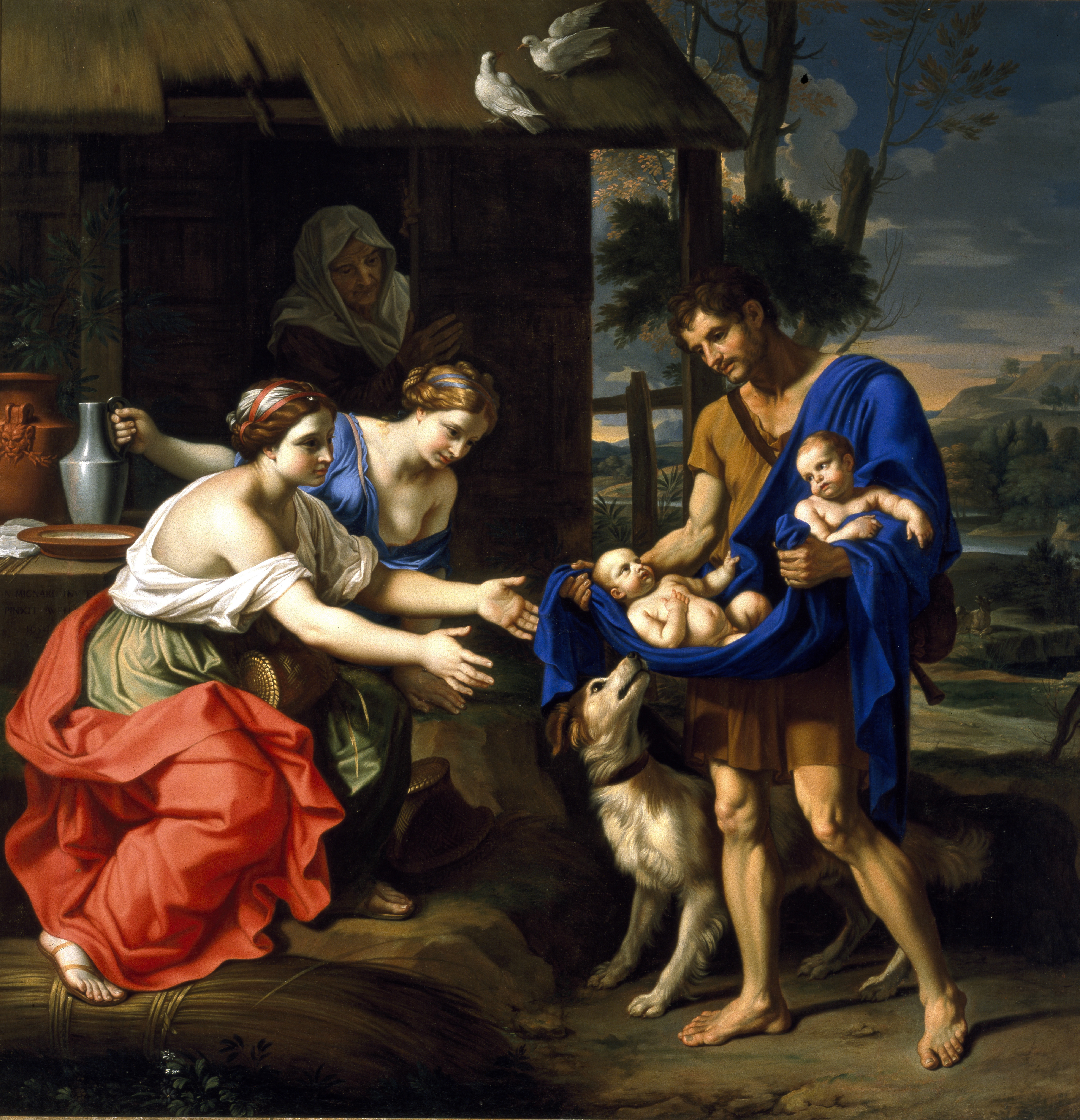
Le berger Faustulus amenant Romulus et Remus à sa femme, Nicolas Mignard (1654)

## Adaptations

### Au cinéma
- Romulus et Remus, péplum de Sergio Corbucci, sorti en 1961.
- Il primo re, film historique de Matteo Rovere, sorti en 2019.

### À la télévision
- Romulus, série télévisée italienne diffusée en 2020.

### En bande dessinée
- Omula et Rema, Diptyque de science fiction de Yves Sente et Jorge Miguel sorti en 2023 et 2024, réinterprétation en science-fiction du mythe de Romulus et Remus.

### Sources
- (la + fr) Tite-Live, Histoire romaine, Livre I, (traduction Gaston Baillet), Les Belles Lettres, Paris, 2003,  (ISBN 2-251-01281-8).
- Tite-Live, Histoire romaine. De la fondation de Rome à l'invasion gauloise, (traduction Annette Flobert) Garnier-Flammarion, Paris, 1995,  (ISBN 2-08-070840-6).
- Plutarque, Vies parallèles, Thésée - Romulus, Quarto, Éditions Gallimard, 2001.

### Études modernes
- (en) Entrée « Romulus and Remus, Roman mythology » [« Romulus et Remus, mythologie romaine »] de l'Encyclopædia Britannica [en ligne] (mis à jour le 26 novembre 2014).
- Entrée « Romulus » de l'Encyclopédie Larousse [en ligne], sur le site des éditions Larousse.
- Entrée « Remus » de l'Encyclopédie Larousse [en ligne], sur le site des éditions Larousse.
- Robert Schilling, « Romulus l'élu et Rémus le réprouvé », Revue des études latines, 38, 1960, p. 182-199 (repris dans Rites, cultes, dieux de Rome, Paris, 1979, p. 103-120).
- Paul M. Martin, L'idée de royauté à Rome, t. I, Clermont-Ferrand, Adosa, 1982, p. 224-238.
- (en) T. P. Wiseman, « The Wife and Children of Romulus », Classical Quarterly, 33, 1983, p. 445-452.
- Dominique Briquel, Romulus, jumeau et roi. Réalités d'une légende, Les Belles lettres, 2018.
- Francesca Prescendi, Lupae : Présences féminines autour de Romulus et Rémus, Brepols, 2024.

#### Romulus
- Ressources relatives aux beaux-arts (pour Romulus) :   - British Museum
  - Royal Academy of Arts
  - Sandrart.net
- Ressource relative à la bande dessinée (pour Romulus) :   - Comic Vine
- Notices dans des dictionnaires ou encyclopédies généralistes :   - Dizionario di Storia
  - Proleksis enciklopedija
- Notices d'autorité (pour Romulus) :   - VIAF
  - ISNI
  - IdRef
  - LCCN
  - GND
  - Espagne
  - Pays-Bas
  - Israël
  - Vatican
  - Norvège
  - Tchéquie
  - WorldCat

#### Rémus
- Ressources relatives aux beaux-arts (pour Rémus) :   - British Museum
  - Sandrart.net
- Ressource relative à la bande dessinée (pour Rémus) :   - Comic Vine
- Notices dans des dictionnaires ou encyclopédies généralistes :   - Dizionario di Storia
  - Internetowa encyklopedia PWN
  - Nationalencyklopedin
  - Store norske leksikon
  - Treccani
- Notices d'autorité (pour Rémus) :   - VIAF
  - BnF (données)
  - IdRef
  - LCCN
  - GND
  - Espagne
  - Israël
  - Vatican
  - Tchéquie
  - WorldCat